# Domingos Raposo
Domingos Abílio Gomes Raposo (Malhadas, 17 de maio de 1952) é um professor e um dos maiores especialistas de língua mirandesa.
Domingos Raposo licenciou-se em História pela Faculdade de Letras da Universidade do Porto em 1980. Mais tarde, fez um mestrado em História das Populações na Universidade do Minho. É professor da Universidade de Trás-os-Montes e Alto Douro (UTAD). Foi redator e coordenador do jornal "Planalto Mirandês", e também coordenador do Projeto Cultural Integrado de Miranda do Douro. Em 1985 criou a disciplina opcional de língua mirandesa e em 1987 organizou e editou as atas das Primeiras Jornadas de Língua e Cultura Mirandesas. Domingos escreveu vários trabalhos e estudos sobre a língua mirandesa e também é autor de obras discográficas sobre música tradicional mirandesa.